# Kościół św. Franciszka z Asyżu w Świebodzicach
Kościół świętego Franciszka z Asyżu – rzymskokatolicki kościół parafialny należący do dekanatu Świebodzice diecezji świdnickiej.

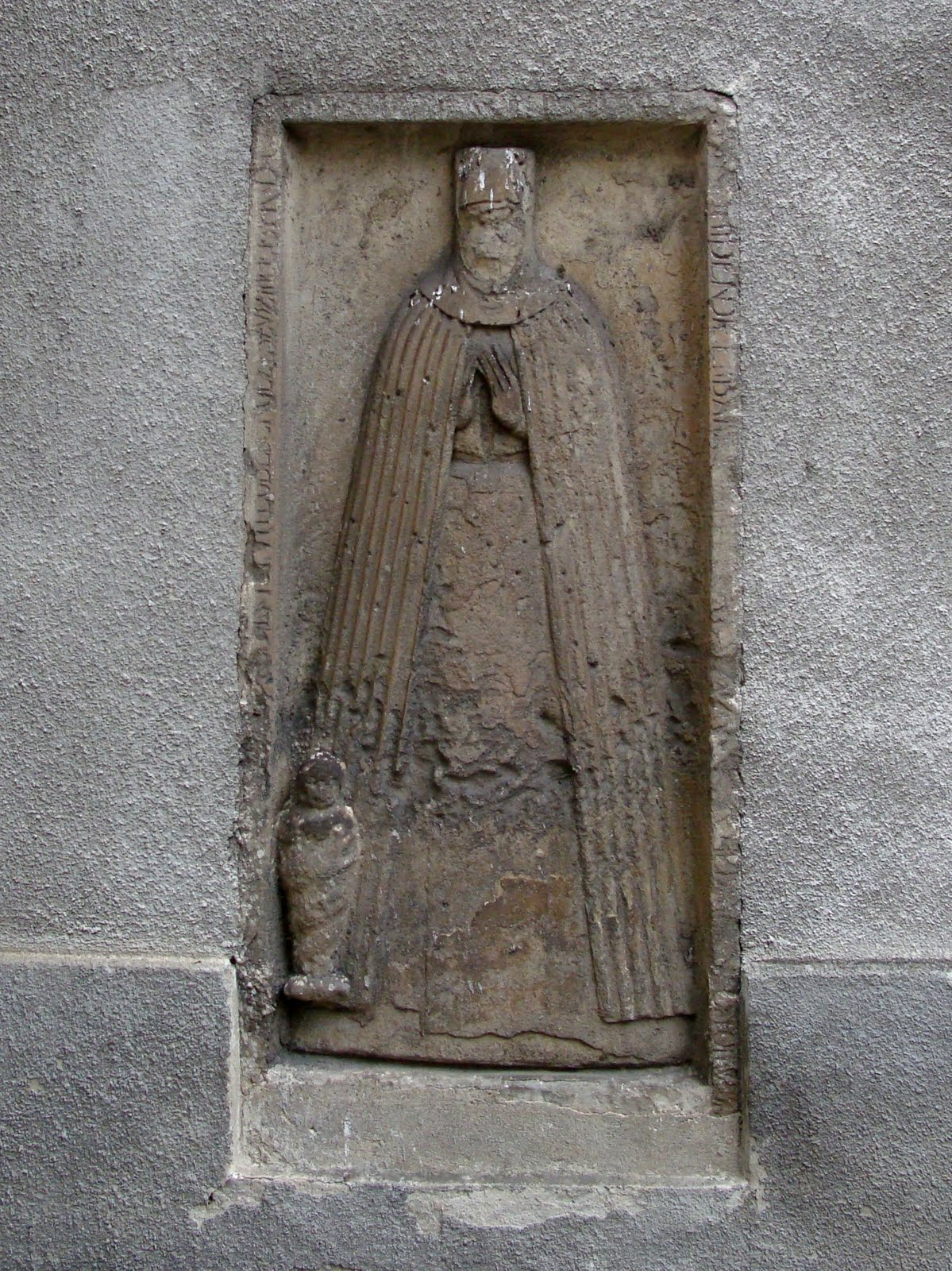
Renesansowy nagrobek

Świątynia powstała w I połowie XIII wieku jako budowla romańska. Pierwsza wzmianka o niej pochodzi z dnia 30 sierpnia 1228 roku. Została przebudowana w XIV i XV wieku, do dziś zachowała się w formie budowli jednonawowej z niższym i węższym prezbiterium zamkniętym ścianą prostą. Do nawy od strony południowej jest dobudowana kruchta, do prezbiterium od strony północnej jest dobudowana zakrystia. Nawę i kruchtę nakrywa drewniany strop, prezbiterium - sklepienie krzyżowo-żebrowe, zakrystię - sklepienie kolebkowe. Od strony zachodniej znajduje się wieża odbudowana w XIX wieku. We wnętrzu znajdują się: gotyckie sakramentarium z 1352 roku, późnobarokowe organy oraz ołtarz główny wykonany w XVII wieku. Pierwotny ołtarz główny, w formie gotyckiego tryptyku przedstawiający Tryumf Matki Bożej znajduje się obecnie w Muzeum Narodowym we Wrocławiu. Na zewnątrz zachowały się detale kamieniarki gotyckiej, renesansowy nagrobek oraz znajdująca się przy wejściu do świątyni, w ścianie kruchty, rzeźba Tronującej Madonny z Dzieciątkiem (konsekrowana w latach 1975-1978). W 2 połowie XX wieku, podczas prac konserwatorskich prowadzonych pod kierunkiem profesora Akademii Sztuk Pięknych w Krakowie Józefa Edwarda Dutkiewicza zostały odkryte cenne malowidła z okresu średniowiecza przedstawiające m.in. postać św. Krzysztofa. W 1970 roku w kruchcie południowej zostały przeprowadzone pod kierunkiem profesor Zofii Medweckiej badania nawarstwień oraz został odsłonięty i zakonserwowany fragment malowideł z początku XVI wieku na ścianie południowej.